# اگرو-ولهو
اگرو-ولهو (به پرتغالی: Agro-Velho) یک منطقهٔ مسکونی در پرتغال است که در پووا دوارزیم واقع شده‌است.